# Belinda Lee
Pour les articles homonymes, voir Lee.
Belinda Lee, née le 15 juin 1935 à Budleigh Salterton dans le Devon et morte accidentellement le 12 mars 1961 en Californie, est une actrice britannique ayant fait carrière en Grande-Bretagne, en Allemagne de l'Ouest et surtout en Italie.
Elle semble d'abord devoir succéder à Diana Dors, partenaire de Benny Hill dans la comédie et de Louis Jourdan dans le film historique. Mais, après son divorce, elle s'installe en Italie où elle poursuit sa carrière. Elle y incarne Lucrèce Borgia, Messaline et Aphrodite, imposant sa beauté sculpturale dans des rôles de femmes dangereuses, parfois à leurs propres dépens.
Elle travaille également avec Jean-Pierre Mocky et Francesco Rosi, avec pour partenaires Daniel Gélin, Dany Carrel, Anouk Aimée, Alberto Sordi, Marcello Mastroianni ou Eduardo De Filippo.
En 1961, elle meurt dans un accident de voiture alors qu'elle tourne La Femme à travers le monde en Californie avec son compagnon Gualtiero Jacopetti. Elle est enterrée au cimetière anglais de Rome.

## Biographie

### Origines
Lee est née à Budleigh Salterton, à 25 kilomètres au sud d'Exeter dans le Devon, en Angleterre, de Robert Lee, ancien capitaine de l'armée britannique et propriétaire de l'hôtel Rosemullion, et de Stella Mary Graham, fleuriste. Elle étudie à St. Margaret, un pensionnat d'Exeter dans le Devon, puis à la Tudor Arts Academy dans le Surrey. Elle se décrit elle-même comme une « enfant unique gâtée » qui voulait devenir actrice dès l'âge de neuf ans.
Lee rejoint la troupe de répertoire de la Nottingham Playhouse pendant un an, puis obtient une bourse d'études à la Académie royale d'art dramatique à Bloomsbury, à Londres. En 1953, Lee fait ses débuts sur scène dans la pièce Point of Departure.

### Premiers rôles au cinéma
Pendant ses études à l'Académie royale, elle est remarquée dans une pièce de L'Éventail de Lady Windermere et recommandée à Val Guest, qui cherche une fille pour jouer aux côtés du comédien Frankie Howerd dans The Runaway Bus (en) (1954) (Eric et Blanche Glass seraient ceux qui l'ont repérée). Selon le New York Times, elle était la « soixante-dix-septième » fille à auditionner pour le rôle et elle est officiellement embauchée en septembre 1953. Lee a joué une blonde idiote et a déclaré plus tard « J'étais vraiment idiote moi aussi - je ne savais pas où était la caméra la moitié du temps ».
Pendant un certain temps, elle partagea un appartement avec Anna Kashfi. Guest s'arrangea pour faire prendre des photos publicitaires pour The Runaway Bus par le photographe de la Rank Organisation, Cornel Lucas, que Lee épousera en juin 1954.
Elle tient un autre petit rôle dans Rendez-vous avec Callaghan (en) (1954), un film policier de série B réalisé par Charles Saunders pour la maison de production Eros. Guest l'embauche une seconde fois dans un petit rôle dans Life with The Lyons (en) (1954), pour la Hammer Films. Filmink a déclaré que ce dernier film contenait l'une de ses prestations les plus marquantes.
Lee décroche le rôle principal dans son quatrième film seulement, Murder by Proxy (1954) de Hammer Films, avec Dane Clark, tourné à la fin de 1953 et sorti aux États-Unis par Lippert Pictures,,. Elle a eu un rôle accrocheur dans Les Belles de Saint-Trinian (1954), une comédie très populaire de Frank Launder, produit par British Lion, où elle séduit un jockey (Michael Ripper) afin d'obtenir des informations.
En décembre 1954, Lee obtient le second rôle féminin dans le thriller Des pas dans le brouillard (1955), avec Stewart Granger et Jean Simmons, réalisé par Arthur Lubin et produit par la Columbia.
En 1955, Lee signe un contrat avec la Rank Organisation ; elle a moins de 21 ans et c'est donc son mari qui doit le signer. Rank la fait jouer dans la comédie Norman diplomate (1955), avec Norman Wisdom, le plus grand comique du cinéma britannique de l'époque.

### Percée en Angleterre

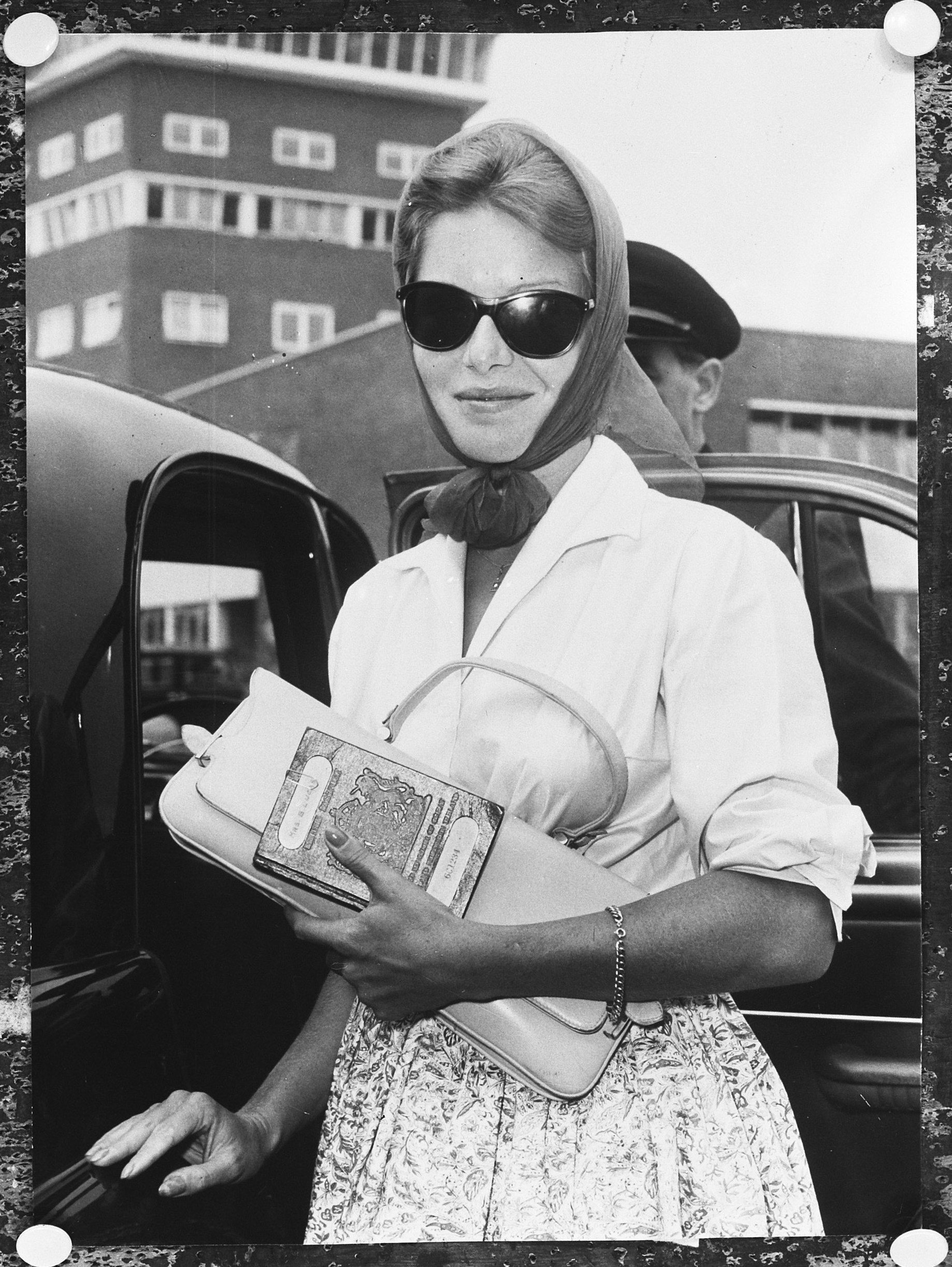
Belinda Lee en 1961.

Rank lui confia le rôle d'une infirmière dans un drame médical, The Feminine Touch (en) (1956), produit par les Ealing Studios sous la direction de Pat Jackson, tourné au milieu de l'année 1955. Après une semaine à la Mostra de Venise, elle enchaîna directement avec une comédie, Un détective très privé (1956), pour Ealing, où elle joue le rôle principal féminin face à Benny Hill. Pendant le tournage, elle déclara qu'elle préférait jouer des rôles romantiques comme Des pas dans le brouillard. Ces deux films furent parmi les derniers tournés dans les studios Ealing.
Lee est à nouveau infirmière dans un film à suspense avec Donald Sinden, Eyewitness (1956), réalisé par Muriel Box pour la Rank Organisation. Lee remplace Diana Dors dans In the Pocket avec Ian Carmichael, un film tourné en avril 1956 mais que Sir John Davis de Rank n'a pas aimé au point d'en retarder la diffusion pendant deux ans.
En juin 1956, elle avait tourné neuf films, dont six pour la Rank Organisation. Elle a déclaré qu'elle devait son vedettariat à « 90 % de chance et seulement 10 % de talent » et elle a attribué son succès au fait d'avoir été « au bon endroit au bon moment ».
En juin 1956, elle joue Rosalinde dans une pièce Comme il vous plaira jouée dans un théâtre en plein air à Regent's Park. Le même mois, elle déclare : « Je veux que les gens me considèrent comme une actrice sérieuse et pas seulement comme une fille glamour... Il est assez difficile de passer des films à Shakespeare sur scène - c'est plus facile dans l'autre sens. Je me suis ouverte à la critique ». Les critiques concernant sa prestation sont mitigées, mais elle reçoit quelques avis positifs : The Spectator écrit qu'« elle combine l'éloquence de la voix et du geste sans vouloir occuper tout l'espace » ; The Telegraph écrit : « Je ne pense pas qu'il y ait jamais eu une Rosalinde plus rapide dans l'histoire de la pièce... sa gaieté et sa vitalité sont spontanées et charmantes. Mais pendant tout le temps où elle était déguisée en garçon, je n'arrêtais pas de penser qu'elle ferait un bon Peter Pan ». Le Financial Times l'a qualifiée de « brune comme une noix, fraîche comme une marguerite et jolie comme un bouton d'or » en disant qu'elle « faisait une Rosalinde pleine d'entrain, même si elle était un peu trop mignonne ».
Pendant la représentation de la pièce, elle a déclaré : « Mon ambition est de faire un grand film. J'essaie de m'éloigner des rôles glamour. J'aime la comédie, mais je ne veux plus de films avec des tartes à la crème ». En octobre 1956, John Davis, directeur général de la Rank Organisation, l'annonce comme l'une des actrices sous contrat qui, selon lui, deviendra une diva internationale.
Lee est en tête d'affiche du drame policier Faux Policiers (1957), réalisé par Clive Donner ; elle tient également le premier rôle féminin dans Aventure à Soho (1957) avec John Gregson, tourné début 1957, et dans le drame d'époque Le Prisonnier du Temple (1957), face à Louis Jourdan ; au cours du tournage de ce dernier, elle est blessée lorsque ses cheveux prennent feu. Aventure à Soho fait un bide, mais les exploitants de salles britanniques l'ont élue 10e vedette britannique la plus populaire au box-office en 1957 (devant elle, Dirk Bogarde, Kenneth More, Peter Finch, John Gregson, Norman Wisdom, John Mills, Stanley Baker, Ian Carmichael et Jack Hawkins - Lee était la seule femme sur la liste).

### Débuts en Italie
Vers la fin de l'année 1957, Lee se rend en Italie pour jouer un mannequin dans le péplum Aphrodite, déesse de l'amour (1957). Pendant le tournage, elle eut une liaison très médiatisée avec un noble marié, le prince Filippo Orsini, chef de la famille Orsini, ce qui amène Lee à quitter son mari Lucas en septembre. En octobre 1957, Lee déclare à la presse : « J'ai reçu une éducation stricte et très féminine. Lorsque je suis allée à Rome, c'était la première fois que je partais seule à l'étranger. C'était merveilleux. J'ai même appris à jurer ».
Lee retourna chez Rank pour tourner Rencontre au Kenya (1957), qui fut tourné à Londres et dans l'Union d'Afrique du Sud. Pendant le tournage, elle a déclaré à un journaliste qu'elle aimait jouer « des rôles exotiques passionnés. Je ne veux pas être la fille d'à côté ou la sœur de quelqu'un. Je n'aime pas non plus être une simple fille de plein air - bonne dans l'âme, même quand elle est emportée par le vent ».

### Tentative de suicide
Pendant le tournage, Lee s'est rendue en Italie pour rendre visite au prince Orsini, son amant marié. Les journaux italiens ont rapporté que Lee avait pris une surdose de somnifères. Trois jours plus tard, Orsini, un prince pontifical, aurait été hospitalisé après s'être taillé les veines du poignet. La police a refusé de commenter les articles de presse établissant une liaison entre Lee et lui. Le prince Orsini, dont les blessures sont légères, refuse de dire à la police pourquoi il a agi de la sorte. Lee a déclaré qu'elle souffrait d'insomnie et qu'elle avait fait une surdose par erreur de posologie. Tous deux étaient mariés à l'époque. Le Vatican déclara qu'Orsini perdrait son titre s'il était prouvé qu'il avait tenté de se suicider, et le pape Pie XII, alors âgé, destitua Orsini et la famille Orsini de leur position héréditaire de prince assistant du trône papal,. Le pape prononça également un discours condamnant le suicide, que l'on pensa être une référence au scandale Orsini-Lee, bien que ni l'un ni l'autre n'aient été nommés.
Lee quitte Rome clandestinement pour retourner en Afrique du Sud en février afin d'achever Rencontre au Kenya (des questions ont été posées au Parlement sud-africain pour savoir si Lee avait bénéficié d'un privilège spécial pour entrer dans le pays, car un agent des douanes et de l'immigration l'a accueillie dans l'avion à l'aéroport de Johannesburg afin qu'elle puisse éviter la presse. Elle a pris un avion pour Durban, est restée dans la cabine de l'équipage et a été autorisée à débarquer plus tard.) « Je regrette tout le mal que j'ai pu faire à qui que ce soit en Italie », a-t-elle déclaré.
Selon Filmink en 2020, « Rank ne semblait pas savoir quoi faire de Lee ». Une liaison adultère bien médiatisée peut accroître la popularité d'un acteur - comme le prouvera bientôt Elizabeth Taylor en « volant » Eddie Fisher à Debbie Reynolds. Cependant, dans l'industrie cinématographique britannique des années 1950, qui aimait les femmes raisonnables et/ou les grandes divas qui sortent du lot, cela semblait effrayer les producteurs.
En juillet 1958, on annonce sa participation au film Love is My Business de Ralph Habib. Le film n'a jamais été réalisé, mais alors qu'elle est toujours sous contrat avec Rank, Lee se rend en France pour jouer le rôle principal féminin dans Ce corps tant désiré (1959), un mélodrame romantique de Luis Saslavsky. Le Monthly Film Bulletin écrira plus tard que « Lee fournit une prestation décomplexée mais sympathique dans un rôle qu'elle allait faire sien, celui de la prostituée réformée ». Toujours en France, elle tourna Les Dragueurs (1959), le premier film de Jean-Pierre Mocky avec Charles Aznavour.
En octobre 1958, Rank annonce qu'elle ne reconduira pas le contrat de Lee à la fin de l'année, le même jour qu'elle annonce ne pas reconduire le contrat de Patrick McGoohan. « Nous ne pouvons pas être certains des rôles dans l'avenir immédiat pour ces deux artistes », a déclaré un porte-parole de Rank. « Mais cela ne veut pas dire qu'ils ne seraient pas les bienvenus si des rôles convenables se présentaient. Miss Lee a souvent dit qu'elle préférait ne pas travailler dans ce pays ». Le porte-parole ajoute que « l'abandon du contrat de Miss Lee n'a aucun rapport avec les événements survenus plus tôt dans l'année ». Lee, qui se trouvait alors en France pour tourner un film, a déclaré : « Je me doutais que quelque chose de ce genre était probable... Naturellement, je ne suis pas contente, mais je ne suis pas non plus trop troublée ». Rank avait réduit sa liste de contrats à 23, alors qu'elle était de 100 quelques années auparavant. « Cela me donnera plus de temps pour faire des films en Italie et en France », ajoute-t-elle. Elle se réinstalla sur le continent et la Rank Organisation s'efforça par la suite de promouvoir Anne Heywood. Le mois précédent, John Davis de Rank avait déclaré : « Les jeunes artistes d'aujourd'hui ne veulent pas travailler. La presse leur donne beaucoup d'importance et cela leur monte à la tête. D'autres nous disent "Nous ne voulons pas quitter la Grande-Bretagne pendant un an". Ils perdent tout sens des proportions ».
En décembre 1958, on apprend que Lee et le prince Orsini ont emménagé ensemble à Paris.

### Vedettariat en Italie et en Allemagne de l'Ouest
Le premier film de Lee après que la fin de sa collaboration avec la Rank Organisation est Les Nuits de Lucrèce Borgia (1959), tourné en Italie, où elle joue le rôle-titre aux côtés de Jacques Sernas. Début 1959, elle tourne Profession Magliari (1959), un film italien tourné en Allemagne sous la direction de Francesco Rosi, aux côtés de Renato Salvatori qui deviendra le mari d'Annie Girardot, et d'Alberto Sordi, le grand acteur de la comédie à l'italienne. Elle reste en Allemagne pour tourner L'Amour, c'est mon métier (1959) de Rudolf Jugert, dans lequel elle interprète Rosemarie Nitribitt, une prostituée qui se fait assassiner.
En juin 1959, elle déclare : « Maintenant, je fais tout le temps des films, l'un après l'autre. Cela ne durera pas, mais je suis maintenant très demandée. Autant en profiter. Pour la première fois, je gagne de l'argent. On me demande toujours de jouer des femmes méchantes... Sur le continent, on pense toujours à moi pour ce genre de rôles. Cela change un peu de l'ancienne Rank Organisation. Mais je n'ai plus d'ambition. Je ne me soucie plus d'être une grande vedette. J'étais très ambitieuse, mais aujourd'hui, cela ne signifie plus rien pour moi. Maintenant, je veux juste gagner de l'argent. Pour pouvoir vivre comme je l'entends ».
En août 1959, Lee joue dans Marie des Isles (1959), un récit d'aventure franco-italien dans lequel elle incarnait la vraie Marie Bonnard du Parquet. Suivent Brevi amori a Palma di Majorca (1959), une comédie italienne se déroulant à Majorque où l'actrice côtoie de nouveau Alberto Sordi, et Messaline (1960), un péplum tourné à la fin de l'année 1959 dans laquelle Lee interprète l'impératrice romaine en titre. En décembre, elle se trouve à Munich pour tourner Le Port des illusions (de) (1960) lorsqu'elle annonce que sa relation avec Orsini est terminée. Orsini écrira plus tard que lorsque Lee se rend en Allemagne pour tourner un film « qu'elle estime important pour sa carrière », il refuse de l'accompagner, ce qui met fin à leur relation.
Lee retourne ensuite en Italie pour tourner La Longue Nuit de 43 (1960), un drame de guerre de Florestano Vancini écrit par Pier Paolo Pasolini et plébiscité par la critique. Elle fait une apparition dans Femmes de luxe (it) (1960), une comédie avec Walter Chiari, tournée au milieu de l'année 1960. En mai 1960, elle déclare que « tout ce qu'ils voulaient quand je tournais en Angleterre, c'était des petites ingénues éplorée et des blondes aguichantes à gros seins, et je ne pensais pas correspondre à l'une ou l'autre de ces catégories ».
Elle apparaît aux côtés de Cornel Wilde et Massimo Serato dans Constantin le Grand (1961) de Lionello De Felice, dans le rôle de Fausta, et tient des rôles principaux dans Il sicario (1961) de Damiano Damiani avec Sylva Koscina et Les Joyeux Fantômes (1961) d'Antonio Pietrangeli, avec Marcello Mastroianni, Vittorio Gassman, Sandra Milo et Eduardo De Filippo.
Le dernier film de Lee est le péplum biblique italo-yougoslave L'Esclave du pharaon (1961), également connu sous le titre alternatif Joseph vendu par ses frères. Selon un article paru après sa mort, Lee aurait gagné 150 000 livres sterling grâce à ses films européens non-britanniques.
En décembre 1960, Lee annonce ses fiançailles avec le cinéaste Gualtiero Jacopetti. Peu après, il est accusé d'avoir abusé de trois fillettes de moins de onze ans à Hong Kong. Il avait également été marié à une adolescente de treize ans qui l'avait accusé de viol, et attendait son divorce. Elle prit plusieurs mois de congé pour accompagner Jacopetti à travers le monde afin de tourner des images pour un documentaire. « Quand elle aimait un homme, elle l'aimait complètement », témoigne un ami.

### Mort

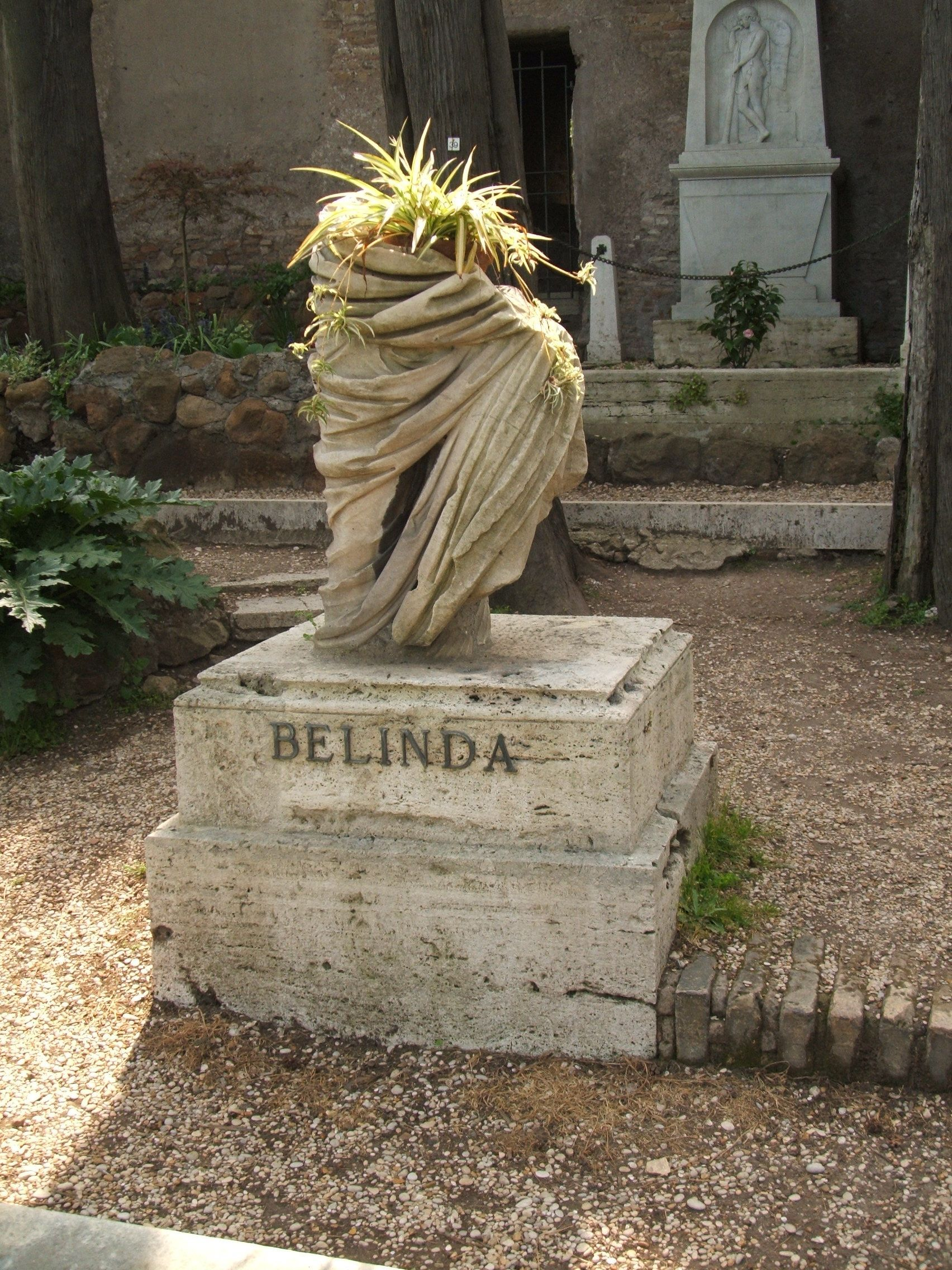
Tombe de Belinda Lee au cimetière anglais de Rome.

Le 12 mars 1961, Belinda Lee décède dans un accident de voiture près de San Bernardino, en Californie, alors qu'elle se rendait à Los Angeles depuis Las Vegas, sur l'autoroute 91, à quinze kilomètres à l'est de Baker. Elle était passagère d'une voiture qui roulait à 160 km/h lorsqu'un pneu a éclaté, faisant déraper la voiture. Lee a été éjectée de la voiture et retrouvée gisante à 19 m de là, puis déclarée morte à l'hôpital de Barstow. Les trois autres occupants de la voiture sont blessés, dont les cinéastes Paolo Cavara et Gualtiero Jacopetti (fondateurs du cinéma mondo) qui se trouvaient à l'arrière,. En 1963, Cavara et Jacopetti sortent le film La Femme à travers le monde, dédié à Lee par une annonce écrite au début du film (qui interrompt la musique du générique) : « À Belinda Lee, qui tout au long de ce long voyage nous a accompagnés et aidés avec amour ». Dans le film qui présente des activités intéressantes ou insolites effectuées par les femmes dans différents pays, Belinda Lee joue son propre rôle.
Ses cendres reposent dans le cimetière anglais de Rome.
Après sa mort à l'âge de 25 ans, le Monthly Film Bulletin l'a qualifiée d'« actrice dont on se souviendra toujours avec affection comme d'une vedette de la classe des Crawford et des Mercouri ».
Elle a laissé l'essentiel de son patrimoine — estimé à 20 000 livres sterling — au Centro sperimentale di cinematografia, qui l'utilisera pour créer des bourses destinées aux étudiants prometteurs de la Scuola nazionale di cinema.

## Filmographie
- 1954 : The Case of Canary Jones (court métrage)
- 1954 : The Runaway Bus (en) de Val Guest
- 1954 : Life with The Lyons (en) de Val Guest
- 1954 : Rendez-vous avec Callaghan (en) (Meet Mr. Callaghan) de Charles Saunders d'après Peter Cheyney
- 1954 : Murder by Proxy de Terence Fisher
- 1954 : Les Belles de Saint-Trinian (The Belles of St. Trinian's) de Frank Launder
- 1955 : Des pas dans le brouillard (Footsteps in the Fog) d'Arthur Lubin
- 1955 : Norman diplomate (Man of the Moment) de John Paddy Carstairs
- 1955 : No Smoking (en) de Henry Cass
- 1956 : Un détective très privé (Who Done It ?) de Basil Dearden
- 1956 : Eyewitness de Muriel Box
- 1956 : The Feminine Touch (en) de Pat Jackson
- 1957 : Faux Policiers (The Secret Place) de Clive Donner
- 1957 : Aventure à Soho (Miracle à Soho) de Julian Amyes d'après un roman d'Emeric Pressburger
- 1957 : Aphrodite, déesse de l'amour (La venere di Cheronea), de Fernando Cerchio et Victor Tourjansky
- 1958 : Le Prisonnier du Temple (Dangerous Exile) de Brian Desmond Hurst
- 1958 : In the Pocket (The Big Money) de John Paddy Carstairs
- 1958 : Rencontre au Kenya (Nor the Moon by Night) de Ken Annakin
- 1958 : Ce corps tant désiré de Luis Saslavsky
- 1959 : Les Nuits de Lucrèce Borgia (Le notti di Lucrezia Borgia) de Sergio Grieco
- 1959 : Les Dragueurs de Jean-Pierre Mocky
- 1959 : Profession Magliari (I magliari) de Francesco Rosi
- 1959 : L'Amour, c'est mon métier (Die Wahrheit über Rosemarie) de Rudolf Jugert
- 1959 : Brevi amori a Palma di Majorca de Giorgio Bianchi : Mary Moore
- 1960 : L'Esclave du pharaon (Giuseppe venduto dai fratelli) d'Irving Rapper
- 1960 : Marie des Isles (I filibustieri della Martinica) de Georges Combret
- 1960 : Messaline de Vittorio Cottafavi
- 1960 : Le Port des illusions (de) (Der Satan lockt mit Liebe) de Rudolf Jugert
- 1960 : La Longue Nuit de 43 (La lunga notte nel 43) de Florestano Vancini
- 1960 : Femmes de luxe (it) (Femmine di lusso) de Giorgio Bianchi
- 1961 : Constantin le Grand (Costantino il grande) de Lionello De Felice
- 1961 : Les Joyeux Fantômes (Fantasmi a Roma) d'Antonio Pietrangeli
- 1961 : Il sicario de Damiano Damiani
- 1963 : La Femme à travers le monde (La donna nel mondo) de Gualtiero Jacopetti, Franco Prosperi et Paolo Cavara